# Нгуен, Ли
Ли Нгуен (англ. Lee Nguyen, вьет. Nguyễn Thế Anh; 7 октября 1986, Ричардсон, Техас, США) — американский футболист, полузащитник. Выступал за сборную США.

## Клубная карьера
В 2005 году в составе сборной США принимал участие в молодёжном чемпионате мира, проходившем в Нидерландах. Игра Нгуена произвела приятное впечатление на Гуса Хиддинка, который пригласил молодого футболиста к себе в ПСВ. Нгуен успел провести в Эредивизи всего один матч. Вскоре Хиддинк покинул ПСВ и возглавил сборную России, а сменивший его Рональд Куман не нашёл для американца места в основном составе.
В январе 2008 года Нгуен перешёл в датский клуб «Раннерс», а ещё через год получил приглашение от клуба Ви-лиги «Хоангань Зялай». Во Вьетнаме отметился хет-триком в первом же своём матче, а всего в сезоне 2009 на его счету 9 голов в чемпионате, 4 гола в Кубке и 16 результативных передач в 24 матчах. В 2010 году перешёл в «Биньзыонг». Из-за травмы провёл в чемпионате 2011 всего 5 матчей, забив 2 гола. 29 июня контракт с «Биньзыонгом» был расторгнут по обоюдному согласию.
6 декабря 2011 года Нгуен вернулся в США, подписав многолетний контракт с лигой MLS. 15 декабря через так называемую преимущественную лотерею был выбран клубом «Ванкувер Уайткэпс». Однако, 1 марта 2012 года «Ванкувер Уайткэпс» отчислил Нгуена.
2 марта 2012 года на драфте отказов MLS Нгуен был выбран клубом «Нью-Инглэнд Революшн». За бостонский клуб дебютировал 10 марта в матче первого тура сезона против «Сан-Хосе Эртквейкс», выйдя на замену во втором тайме. 12 мая в матче против «Ванкувер Уайткэпс» забил свои первые голы за «Ревс», оформив дубль, а также отдал голевую передачу, за что был назван игроком недели в MLS.
В октябре 2014 года забил пять мячей, за что был назван игроком месяца в MLS. По итогам сезона MLS 2014, в котором забил 18 мячей и отдал пять результативных передач, Нгуен был включён в символическую сборную и номинировался на звание самого ценного игрока.
В конце 2017 года Нгуен попросил «Нью-Инглэнд Революшн» выставить его на трансфер, выразив недовольство своим контрактом (в клубе он был седьмым наиболее высокооплачиваемым игроком, получая $500 тыс., хотя по сумме последних четырёх сезонов занимал пятое место в лиге по системе «гол+пас» с 82 результативными действиями), после чего в начале 2018 года отказался участвовать предсезонном тренировочном лагере.
1 мая 2018 года Нгуен был продан в ФК «Лос-Анджелес» за $700 тыс. в распределительных средствах с возможной выплатой ещё $250 тыс. в зависимости от выполнения определённых условий. Дебютировал за «Лос-Анджелес» 5 мая в матче против «Далласа». 27 июля в дерби против «Лос-Анджелес Гэлакси» забил свой первый гол за ФКЛА.
19 ноября 2019 года на драфте расширения MLS Нгуен был выбран клубом «Интер Майами». 1 марта 2020 года в дебютном матче новой франшизы в лиге, соперником в котором был его бывший клуб «Лос-Анджелес», он вышел на замену 68-й минуте вместо Виктора Ульоа.
8 сентября 2020 года Нгуен вернулся в «Нью-Инглэнд Революшн», перейдя в обмен на пик четвёртого раунда супердрафта MLS 2021 и до $50 тыс. в общих распределительных средствах. По окончании сезона 2020 контракт Нгуена с «Нью-Инглэнд Революшн» истёк.
25 декабря 2020 года Нгуен вернулся в чемпионат Вьетнама, подписав контракт с клубом «Хошимин». За «Хошимин» дебютировал 24 января 2021 года в матче против «Хонглинь Хатинь». 19 марта в дерби против «Сайгона» забил свой первый гол за «Хошимин».

## Международная карьера
В составе сборной США до 20 лет Нгуен принимал участие в молодёжном чемпионате мира 2005.
За сборную США Ли Нгуен дебютировал 2 июня 2007 года в товарищеском матче со сборной Китая. Участвовал в Копа Америка 2007, сыграв на турнире в матчах против команд Парагвая и Колумбии. Тренер сборной, Юрген Клинсманн, вернул Нгуена в сборную в 2014 году.

## Тренерская карьера
6 октября 2021 года, после того как сезон Ви-лиги был отменён из-за пандемии COVID-19, Нгуен присоединился к техническому штабу клуба Национальной женской футбольной лиги «Вашингтон Спирит» в качестве ассистента главного тренера до конца сезона 2021. 4 февраля 2022 года Нгуен объявил о завершении карьеры футболиста и перезаключил контракт с «Вашингтон Спирит».

## Достижения
Клубные
 «Лос-Анджелес»
- Победитель регулярного чемпионата MLS: 2019

Индивидуальные
- Член символической сборной MLS: 2014